# Max Neumann (Maler, 1949)

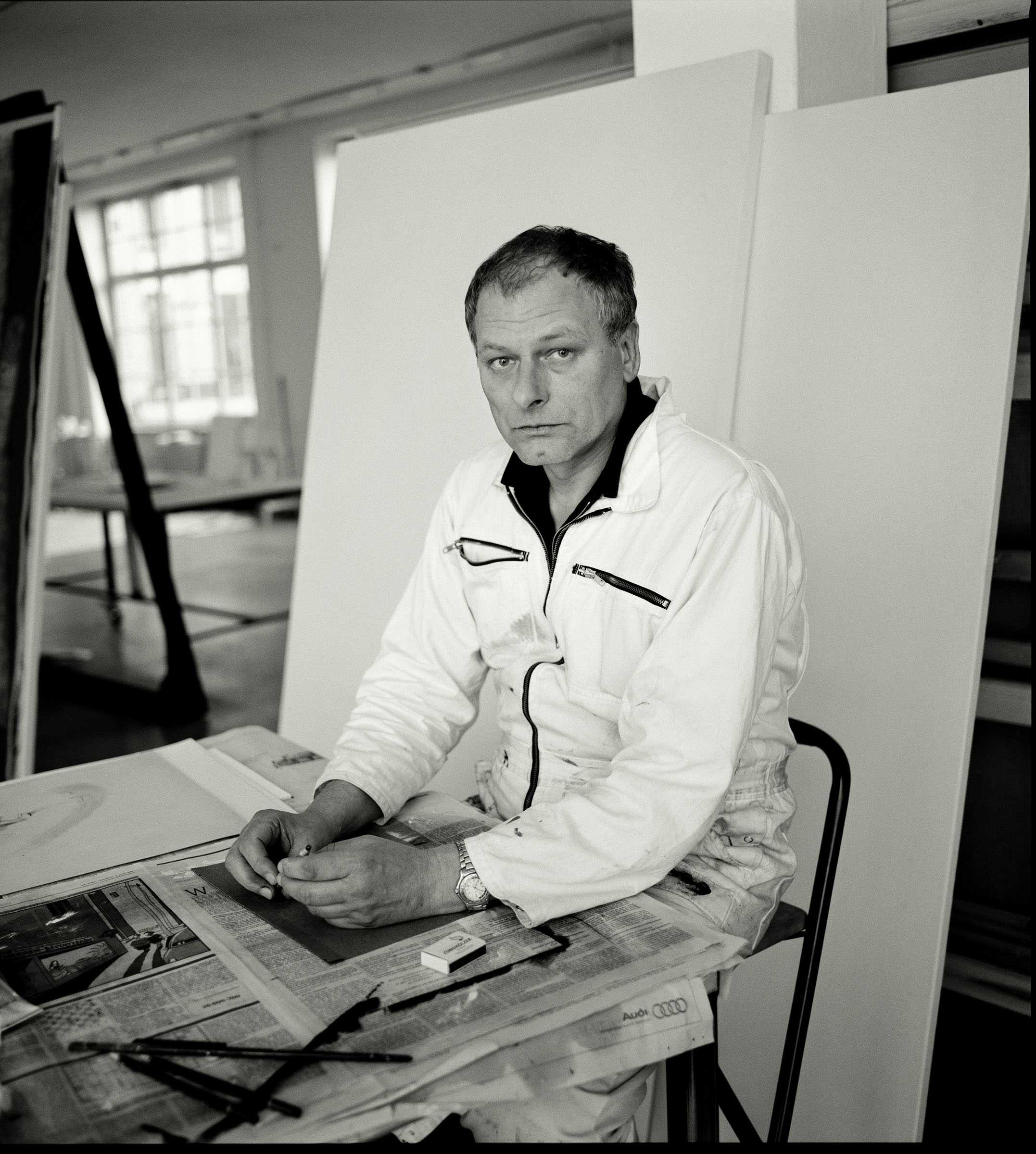
Max Neumann fotografiert von Oliver Mark, Berlin 2002

Max Neumann (* 1949 in Saarbrücken) ist ein deutscher Maler.

## Leben und Werk
Neumann studierte von 1969 bis 1970 an der Werkkunstschule Saarbrücken. Gleichzeitig war er an der Galerie Am Neumarkt beteiligt und Mitglied der Künstlergruppe Werkstatt Koop. Anschließend wechselte er zum Studium von 1970 bis 1973 an die Akademie der Bildenden Künste Karlsruhe und von 1974 bis 1976 an die Hochschule der Bildenden Künste in Berlin. 1976 wurde er Meisterschüler von Martin Engelman.
1982 erhielt er den Charlottenburger Kunstpreis, 1983 war er Preisträger des BDI, 1984 erhielt er den Förderpreis zum Rubenspreis der Stadt Siegen. 1986 wurde er mit dem Stipendium Villa Romana ausgezeichnet. Von 1987 bis 1988 war er Gastprofessor an der Akademie der Bildenden Künste in Karlsruhe. 1991 erhielt er den Kunstpreis der Künstler, Düsseldorf. 2003 wurde ihm der Iserlohner Kunstpreis und 2004 der Grand Prix de S.A.S. le Prince Rainier III (Monaco) verliehen.
Max Neumann ist Mitglied im Deutschen Künstlerbund. Er lebt in Berlin.